# Mateusz Strużyk
Mateusz Strużyk (ur. 5 czerwca 1989 w Gdańsku) – polski hokeista.

## Kariera
- Stoczniowiec Gdańsk (2005-2011)
- JKH GKS Jastrzębie (2011-2012)
  -  Orlik Opole (2011)
- KH Gdańsk (2012-2013)
- Polonia Bytom (2013)
- Orlik Opole (od 2013)
- 1928 KTH (2014)
- Nesta Toruń (2015)
- MH Automatyka Gdańsk (2016-2018)
- Stoczniowiec Gdańsk (2018-)

Wychowanek Stoczniowca Gdańsk. Reprezentant Polski do lat 20. Od 2012 zawodnik KH Gdańsk i mianowany kapitanem drużyny. W styczniu 2013 krótkotrwalce szkoleniowiec drużyny. Następnie został zawodnikiem Polonii Bytom i był nim do 7 listopada 2013. Następnie ponownie został zawodnikiem Orlika Opole. Od 2014 zawodnik 1928 KTH. Od stycznia do grudnia 2015 zawodnik Nesty Toruń. Od maja 2016 zawodnik MH Automatyki Gdańsk. Po sezonie 2016/2017 przedłużył kontrakt z klubem o rok. Pod koniec grudnia 2018 odszedł z drużyny MH Automatyka Gdańsk.
Został także zawodnikiem hokeja na rolkach, w czerwcu 2016 został powołany do kadry Polski na turniej mistrzostw świata. Został powołany do reprezentacji Polski na turniej hokeja na rolkach podczas World Games 2017.